# エナジーブレイカー
『エナジーブレイカー』は、1996年7月26日に日本のタイトーから発売されたスーパーファミコン用シミュレーションロールプレイングゲーム。
崩壊から復活した世界を舞台に、記憶喪失の主人公マイラが不思議な夢を見た事をきっかけに冒険の旅に出る内容となっている。高低差や背後からの攻撃の概念が存在するシミュレーション要素の高い戦闘シーンを特徴としている。
開発はネバーランドカンパニーが行い、音楽はスーパーファミコン用ソフト『カオスシード〜風水回廊記〜』（1996年）を手掛けた中島享生および塩生康範、キャラクターデザインは漫画家の内藤泰弘が担当している。
ゲーム誌『ファミ通』の「クロスレビュー」ではシルバー殿堂を獲得した。

## ゲーム内容
- ザムリア島を舞台とした、3つの時代を行き来する冒険譚。
- 視点はクォータービュー。
- 戦闘はタクティカルコンバット方式。マップには高低差があり、横や背後から攻撃するとダメージが上がる等、シミュレーションゲームの要素がある。また、HPが減ると行動力が落ちていくシステムが採用されている。
- キャラクターのアニメーション演出が豊富。
- 会話時に主人公がとった態度によって物語が変化する｢ライブラリートークシステム｣をウリにしていた。しかし、実際は変化というほどの変化は見られない。
- マップ上のオブジェクトを調べた際の主人公のコメントが事細かに用意されている。
- ストーリーが進むにつれて少しずつ、主人公の記憶の断片が甦っていく。
- ある条件を満たすとほんのわずかだがエンディングが変化する、マルチエンディング形式。
- 『エストポリス伝記』と世界観を同じくすると思われる隠れ要素があり、エンディングではヒロインのルフィアとその養父が友情出演している。

## ストーリー
教皇と輝皇妃という二人の創世主が存在する世界が舞台。この世界は一度崩壊し、長い時間をかけて復活しつつあった。再び人類に審判が下されようとするそのとき、ザムリアという名の島に住む一人の女性が不思議な夢を見る。夢の中で失われた記憶と謎を求めて、彼女は冒険の旅へと出発するのだった。

## 登場人物
マイラ
本作の主人公。夢のなかの記憶のない自分を知るため旅立つ。
活動的でポジティブな性格。紐鞭を武器としている。
おっちょこちょいで頼りない面もあるが、彼女の行動力はパーティの原動力にもなっている。推定年齢21歳。
レオン
疾風の将と呼ばれる、島を護るために運命付けられた悲しい戦士。
マイラの正体を知っており、あるときは味方または敵として遭遇するが、その目的は謎に包まれている。
強力な二刀流の使い手で、頼もしい実力者だがメンバー入りは終盤。推定年齢24歳。
ルナルド
リンカネーションの花を求めて相棒のロボット「ガリバー」と共に旅をつづける老人。
科学と医学に通じているマッドサイエンティスト。推定年齢60歳。
ガリバー
ルナルドが共に旅をしているロボット。攻撃手段を持たない究極の壁要員。
スタア
端正な容姿とともに繊細そうな印象をあたえる好青年だが、それとは裏腹に体内に別人格を潜ませている不死身の男。
自称「愛の狩人」推定年齢不明。
ドロシー
両親はなく祖母に育てられていた女の子。ザムリア島唯一の幼龍ピグマを伴い家出中、マイラ達と出会う。
生い立ちゆえに少々大人びており、可愛げのないところもある。推定年齢10歳。

## スタッフ
- イメージイラスト：内藤泰弘
- ストーリー：角田哲信、みやさかたかし
- メイン・プログラム：わたなべおさむ
- バトル・デザイン：下山文雄
- バトル・プログラム：苗村吾郎
- バトル・エフェクト・プログラム：受田直之、永見卓也、並木智
- サブ・プログラム：すずきあきひろ
- オッド・ジョブ：こんのかずのり
- キャラクター・グラフィック：さとうまなぶ、もりたけんじ、まつもとともなり
- マップ・グラフィック：蒲谷明弘、しばさきしんいち、すずきたけひと、いそがいまさや
- 音楽：中島享生、塩生康範

## 評価
ゲーム誌『ファミ通』の「クロスレビュー」では合計30点（満40点）でシルバー殿堂を獲得、『ファミリーコンピュータMagazine』の読者投票による「ゲーム通信簿」での評価は以下の通り、19.7点（満30点）となっている。
| 項目 | キャラクタ | 音楽 | お買い得度 | 操作性 | 熱中度 | オリジナリティ | 総合 |
| 得点 | 3.5        | 3.3  | 3.1        | 3.2    | 3.4    | 3.3            | 19.7 |